# La Tour (bande dessinée)
Pour les articles homonymes, voir La Tour.
La Tour est le troisième album de la série Les Cités obscures.

## Synopsis
Giovanni est mainteneur de profession. Cela signifie qu'il est chargé du contrôle et de l'entretien d'une partie de cet édifice pharaonique, tellement énorme que depuis la zone confiée à Giovanni il est impossible de distinguer aussi bien la base que le sommet de la Tour.
Voyant que la Base (le centre de décision) ne répond plus à ses alertes depuis des années, il se lance dans un périple à travers la Tour pour les contacter directement. C'est pendant ce périple qu'il explorera la tour, cherchera à comprendre son origine et ses ambitions, avant de se mettre à la recherche des Pionniers, au sommet de la Tour.

## Analyse
Inspirée de la Tour de Babel, la Tour est une grande métaphore sociale représentant une société construite sur de grands espoirs mais qui arrive au bord de l'effondrement.
Dans son ensemble en noir et blanc, cet album contient certains passages en couleur, des scènes et parfois des tableaux rappelant certaines œuvres de Delacroix, comme La Grèce sur les ruines de Missolonghi ou la représentation de la tour de Babel par Pieter Brueghel l'Ancien ou encore Historical Monument of the American Republic par Erastus Salisbury Field.
Les scènes de bataille à la fin de l'album sont reprises des tableaux de Horace Vernet : La prise de Constantine – Prise de la ville et La prise de Constantine – L'ennemi repoussé des hauteurs de Coudiat-Ati.
Quant aux scènes d'intérieur de la tour, on pourra y retrouver de multiples éléments issus des gravures de Giovanni Battista Piranesi dont plusieurs tableaux se retrouvent dans d'autres albums de la série, Brüsel notamment. Ce n'est ainsi pas un hasard si le héros de La Tour se prénomme Giovanni Battista : Schuiten a voulu rendre un hommage à un artiste qu'il apprécie. On notera aussi que Giovanni Battista a le visage et la silhouette du cinéaste Orson Welles (qui a accepté de prêter ses traits au héros en posant pour Peeters quelques mois avant son décès)[réf. nécessaire]. Un autre hommage à un artiste apprécié par les deux créateurs de la série.

## Éditions
- (À SUIVRE) (numéros 96 à 102).
- Casterman (Collection Casterman - Les Romans (À suivre)) (1987)  (ISBN 2-203-33433-9) (ed. broché),  (ISBN 2-203-34301-X) (cartonné avec jaquette)